# Tratado Japón-Corea de 1905
El Tratado Japón-Corea de 1905, también conocido como el Tratado de Eulsa, Tratado forzado de Eulsa o Tratado de Protectorado Japón-Corea, se hizo entre el Imperio de Japón y el nominalmente independiente Imperio de Corea en 1905. Las negociaciones se concluyeron el 17 de noviembre de 1905. El tratado privó a Corea de su soberanía diplomática e hizo de Corea un protectorado del Japón imperial. Fue el resultado de la victoria del Japón Imperial en la Guerra ruso-japonesa en 1905.

## Nombres
En la metonimia del Tratado de Eulsa, la palabra Eulsa o Ulsa deriva el 42 ° año del calendario coreano del ciclo sexagesimal, en el que se firmó el tratado. El tratado se identifica por varios nombres, entre ellos, la Segunda Convención Japón-Corea (en japonés: 第二次日韓協約, en coreano: 제2차 한일 협약), Tratado de Restricción de Eulsa (en coreano: 을사 늑약, 乙巳勒約), Tratado de Protección de Eulsa (japonés: 乙巳保護条約, coreano: 을사 보호 조약), y Tratado de Protección de Corea (japonés: 韓国保護条約, coreano: 한국 보호 조약).

## Antecedentes
Tras la victoria del Japón imperial en la guerra ruso-japonesa, con la posterior retirada de la influencia rusa, y el Acuerdo Taft-Katsura,en el que los Estados Unidos supuestamente acordó no interferir con Japón en asuntos relativos a Corea, el gobierno japonés intentó formalizar su esfera de influencia sobre la Península de Corea.
Los delegados de ambos imperios se reunieron en Seúl para resolver las diferencias en asuntos relacionados con la futura política exterior de Corea; sin embargo, con el Palacio Imperial coreano bajo la ocupación de tropas japonesas, y el Ejército Imperial Japonés estacionado en lugares estratégicos en toda Corea, el lado coreano estaba en clara desventaja en las discusiones.

## Firma del Tratado

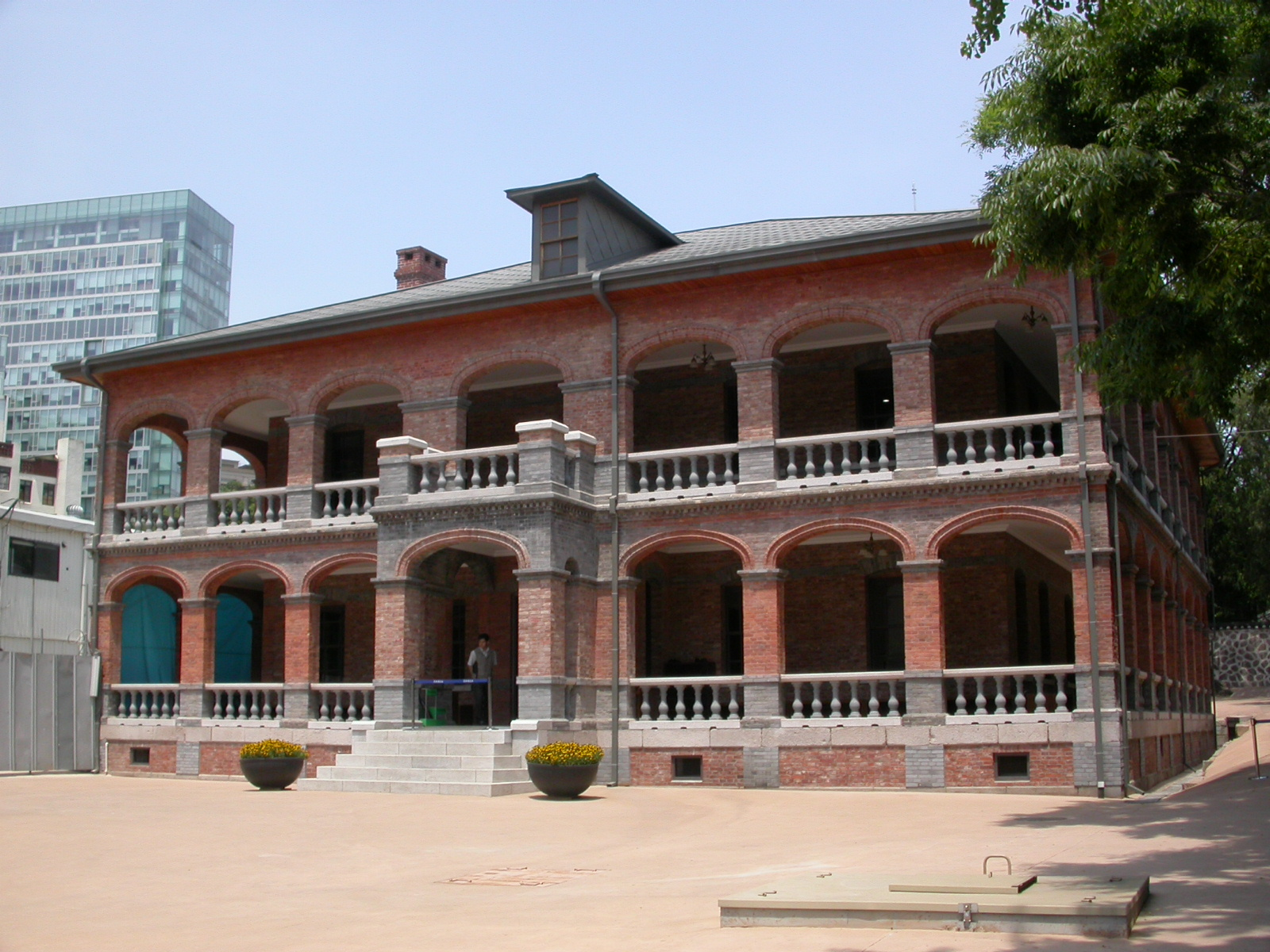
El salón Jungmyeongjeon, donde se firmó el tratado.

El 9 de noviembre de 1905, Itō Hirobumi entregó una carta del emperador de Japón a Gojong, emperador de Corea, pidiéndole que firmara el tratado. El 15 de noviembre de 1905, ordenó a las tropas japonesas rodear el palacio imperial coreano y amenazó al emperador para obligarlo a aceptar el tratado.
El 17 de noviembre de 1905, Ito y el Mariscal de Campo japonés Hasegawa Yoshimichi  ingresaron al Salón Jungmyeongjeon, un edificio de diseño ruso que alguna vez fue parte del Palacio Deoksu, para convencer a Gojong de que aceptara, pero él se negó. Ito presionó al gabinete con los implicados, y más adelante se indica, la amenaza de daño fisíco, para firmar el tratado. Según Han-Gyeok ( 한계옥 ), el primer ministro coreano Han Gyu-seol no estuvo de acuerdo, gritando en voz alta. Ito ordenó a los guardias que lo encerraran en una habitación y dijo que si seguía gritando, podrían matarlo. El gabinete coreano firmó un acuerdo que había sido preparado por Ito en el Jungmyeongjeon. El acuerdo le dio al Japón Imperial la responsabilidad total de los asuntos exteriores de Corea, y colocó todo el comercio a través de los puertos coreanos bajo la supervisión imperial japonesa.

## Disposiciones del tratado
Este tratado privó a Corea de su soberanía diplomática, en efecto convirtiendo a Corea en un protectorado del Japón imperial. Las disposiciones del tratado entraron en vigor el 17 de noviembre de 1905 y sentaron las bases para el Tratado Japón-Corea de 1907 y la posterior anexión de Corea en 1910.
Se consideró que el tratado había entrado en vigencia después de haber recibido la firma de cinco ministros coreanos:
- Ministro de Educación Lee Wan-yong (이완용; 李完用)
- Ministro del Ejército Yi Geun-taek (이근택; 李根澤)
- Ministro del Interior Yi Ji-yong (이지용; 李址鎔)
- Ministro de Asuntos Exteriores Park Je-sun (박제순; 朴齊純)
- Ministro de Agricultura, Comercio e Industria Gwon Jung-hyeon (권중현; 權重顯)

El emperador Gojong no asintió ni firmó el tratado. Otros funcionarios que disputaron el tratado incluyen:
- Primer ministro Han Gyu-seol (한규설; 韓圭卨)
- Ministro de Finanzas Min Yeong-gi (민영기; 閔泳綺)
- Ministro de Justicia Yi Ha-yeong (이하영; 李夏榮, Más tarde, sin embargo, pasó de oponerse a aceptar el tratado)

### Controversia

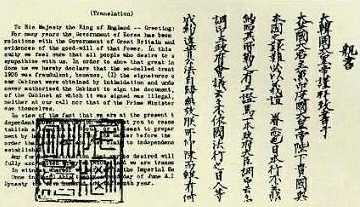
El análisis de Gojong del "tratado de 1905"

El emperador Gojong envió cartas personales a los jefes de Estado para apelar por su apoyo contra la firma ilegal. Desde el 21 de febrero de 1908, había enviado 17 cartas con su sello imperial, a los siguientes ocho gobernantes:[cita requerida]
- Rey Eduardo VII del Reino Unido
- Presidente Armand Fallières de Francia
- Emperador Nicolás II de Rusia
- Emperador Francisco José del Imperio austrohúngaro
- Rey Víctor Manuel III de Italia
- Rey Leopoldo II de Bélgica
- Emperador Guangxu de China
- Emperador Guillermo II de Alemania, que fue escrito a mano personalmente por Gojong.

En 1907, el emperador Gojong envió tres emisarios secretos a la segunda Convención Internacional de Paz de La Haya para protestar contra la injusticia del Tratado de Eulsa. Pero las grandes potencias del mundo se negaron a permitir que Corea participara en la conferencia.
No solo el Emperador sino otros coreanos protestaron contra el Tratado. Jo Byeong-se y Min Yeong-hwan, que eran altos funcionarios y dirigieron la resistencia contra el tratado de Eulsa, se suicidaron como resistencia. Los yangban y los plebeyos locales se unieron a ejércitos virtuosos. Ellos fueron llamados "Eulsa Euibyeong" (을사 의병, 乙巳 義 兵), que significa "ejército justo contra el Tratado de Eulsa".

## Anulación
Posteriormente, se confirmó que este tratado "ya era nulo" por el Tratado de Relaciones Básicas entre Japón y la República de Corea, concluido en 1965.

En una declaración conjunta del 23 de junio de 2005, los funcionarios de Corea del Sur y Corea del Norte reiteraron su postura de que el tratado de Eulsa es nulo y sin efecto al haber sido firmado bajo coacción de los japoneses.
A partir de 2010, Corea del Sur está incautando propiedades y otros activos de los descendientes de personas que han sido identificadas como colaboradores pro-japoneses en el momento del tratado.